# 로버트 코스탠조
로버트 코스탠조(영어: Robert Costanzo, 1942년 10월 20일 ~ )는 미국의 배우 겸 성우이다.

## 출연작 목록

### 영화
- 스티비 D (2015년)
- 더 하트 오브 어 포어트 (2014년)
- 더 라스트 아메리칸 귀도 (2013년)
- 2 데드 2 킬 (2013년)
- 고트 (2013년) - 레니 레온 역
- 언디스퓨티드 3 (2010년)
- 빅 샷 콜러 (2009년)
- 플라이보이스 (2008년) - 카민 역
- 올인 (2006년)
- 더 써드 위시 (2005년)
- 인 더 믹스 (2005년) - 팻 토니 역
- 다운 앤 더비 (2005년)
- 헬터 스켈터 (2004년)
- 어 패밀리 크리스마스 (2003년)
- 캐롤라이나 (2003년) - 퍼펙트 데이트 컨테스턴트 역
- 배트맨 - 배트우먼의 미스터리 (2003년)
- 알렉스 & 엠마 (2003년)
- 디레인지드 (2002년)
- 재키는 MVP 2 (2001년)
- 콜 미 산타클로스 (2001년)
- 베이비 베들램 (2000년)
- 라스트 프로듀서 (2000년)
- 두 유 워너 댄스? (1999년)
- 4층 (1999년)
- 캔 아이 플레이? (1998년)
- 헤라클레스 (1998년)
- 위드 프렌즈 라이크 디즈 (1998년) - 조니 역
- 배트맨과 미스터 프리즈 (1998년)
- 에어 버드 2 (1998년)
- 펄프 픽션 또 다른 이야기 (1997년)
- 킬링 타겟 (1997년)
- 배트맨 - 고담의 기사 (1997년)
- 히 스탠드 (1996년)
- 배트맨 수퍼맨 무비: 월즈 파이니스트 (1996년)
- 기쁠 때나 슬플 때나 (1996년)
- 언더월드 (1996년)
- 미저리 브라더스 (1995년)
- 이야기 나라 (1995년)
- 드림 걸 2 (1995년)
- 파리가 당신을 부를 때 (1995년)
- 헐리웃 마담 (1994년)
- 레이브 리뷰 (1994년)
- 라이온 전격 작전 (1994년)
- 프렌즈 (1994년)
- 리렌트리스 3 (1993년)
- 황혼의 로맨스 (1993년)
- 정직한 사기꾼 (1993년)
- 맥스 3000 (1993년)
- 허니문 인 베가스 (1992년) - 시드니 토마쉐프스키 역
- 배트맨 - TV 만화 시리즈 (1992년)
- 유혹의 결투 (1991년)
- 집시 반란 (1990년)
- 딕 트레이시 (1990년)
- 토탈 리콜 (1990년) - 해리 역
- 단두대 (1989년)
- 사랑의 현장 (1989년)
- LA 로 (1986년)
- 주말의 유혹 (1986년)
- 화려한 경쟁자 (1986년)
- 등대선 (1985년)
- 환상의 듀엣 (1983년)
- 이중 함정 (1983년)
- 결혼의 위기 (1982년)
- 총알탄 사나이 - TV 시리즈 (1982년)
- 도미닉은 못말려 (1980년)
- 선 사이 (1977년)
- 굿바이 걸 (1977년)
- 토요일 밤의 열기 (1977년)
- 뜨거운 오후 (1975년)

### 텔레비전 드라마
| 연도       | 제목              | 원제              | 배역                   | 비고                                            |
| ---------- | ----------------- | ----------------- | ---------------------- | ----------------------------------------------- |
| 2003       | ER                | ER                | 빈혈 환자              | "No Strings Attached" 에피소드                  |
| 2004       | 록 미 베이비      | Rock Me Baby      | 프랭코                 | "Look Who's Talking" 에피소드                   |
| 2004       | NCIS              | NCIS              | 지미 나폴리타노        | "The Bone Yard" 에피소드                        |
| 2004       | 윌 앤 그레이스    | Will & Grace      | 폴                     | 2회분                                           |
| 2005       | CSI: 뉴욕         | CSI: NY           | 프랭크 메도스          | "Recycling" 에피소드                            |
| 2006       | 조이              | Joey              | 조이 트리비아니 시니어 | "Joey and the Dad" 에피소드                     |
| 2006-10    | 우리 생애 나날들  | Days of Our Lives | 살바토레 반디노        |                                                 |
| 2007       | 더트              | Dirt              | 토니                   | "The Thing Under the Bed" 에피소드              |
| 2007       | 보스턴 리걸       | Boston Legal      | 웨인 피커              | "Duck and Cover" 에피소드                       |
| 2006, 2010 | 한나 몬타나       | Hannah Montana    | 앨 블레인              | 2회분                                           |
| 2009       | 르노 911!         | Reno 911!         | 돈 브론조니            | "Dangle's Murder Mystery: Part 1" 에피소드      |
| 2009       | 캐슬              | Castle            | 샐 테너                | "A Death in the Family" 에피소드                |
| 2013       | 키킹 잇           | Kickin' It        | 하비                   | "Queen of Karts" 에피소드                       |
| 2015       | 소년에 대하여     | About a Boy       | 데니스                 | "About a Babymoon" 에피소드                     |
| 2016       | 투 브로크 걸즈    | 2 Broke Girls     | 루이지                 | "And the Show and Don't Tell" 에피소드          |
| 2016       | 모던 패밀리       | Modern Family     | 얼 체임버스            | "Halloween IV: Revenge of Rod Skyhook" 에피소드 |
| 2017       | 9JKL              | 9JKL              | 마시모                 | "High Steaks" 에피소드                          |
| 2018       | 챔피언스          | Champions         | 버드 삼촌              | 8회분                                           |
| 2019       | 9-1-1             | 9-1-1             | 잭 크레이머            | "Kids Today" 에피소드                           |
| 2020       | 저스트 롤 위드 잇 | Just Roll with It | 조이 코코너츠          | "The Great Coconuts Caper" 에피소드             |

### TV 애니메이션
| 연도    | 제목                     | 영어 제목                     | 배역                     | 비고                                     |
| ------- | ------------------------ | ----------------------------- | ------------------------ | ---------------------------------------- |
| 1992-95 | 배트맨                   | Batman: The Animated Series   | 하비 불럭                | 21회분                                   |
| 1993    | 봉커스                   | Bonkers                       | 감자칩                   | "Springtime for the Iguana" 에피소드     |
| 1995    | 산토 부지토              | Santo Bugito                  | 핑거스                   | "Load 'O Bees" 에피소드                  |
| 1997    | 슈퍼맨                   | Superman: The Animated Series | 하비 불럭                |                                          |
| 1997    | 러그래츠                 | Rugrats                       | 비니                     | "The Mattress/Looking for Jack" 에피소드 |
| 1997-98 | 뉴 배트맨 어드벤처스     | The New Batman Adventures     | 하비 불럭                |                                          |
| 1998-99 | 헤라클레스               | Hercules                      | 필                       |                                          |
| 1999    | 스폰                     | Todd McFarlane's Spawn        | 오베티                   | "The Mindkiller" 에피소드                |
| 2000-06 | 패밀리 가이              | Family Guy                    | 루이 앤더슨, 대니 드비토 | 2회분                                    |
| 2001-03 | 티미의 못말리는 수호천사 | The Fairly OddParents         | 부활절 토끼              | 2회분                                    |
| 2002    | 쫑알쫑알 진저            | As Told by Ginger             | 주방장 밥                | "Fast Reputation" 에피소드               |
| 2002    | 제타 프로젝트            | The Zeta Project              | 타이터스 스위트          | 2회분                                    |
| 2002    | 하우스 오브 마우스       | Disney's House of Mouse       | 필                       |                                          |
| 2003    | 스태틱 쇼크              | Static Shock                  | 하비 불럭                |                                          |
| 2008    | 스파이더맨 vs. 최강의 적 | The Spectacular Spider-Man    | 설리번 에드워즈          | "Intervention" 에피소드                  |
| 2009    | 랜덤 카툰                | Random! Cartoons              | 보스맨                   | "Flavio" 에피소드                        |
| 2018    | OK K.O.! 내일은 히어로   | OK K.O.! Let's Be Heroes      | 빅 치즈                  | "Action News" 에피소드                   |

### 비디오 게임
| 연도 | 제목                                    | 영어 제목                              | 배역                     | 비고 |
| ---- | --------------------------------------- | -------------------------------------- | ------------------------ | ---- |
| 1992 | 하수도의 상어                           | Sewer Shark                            | 스텐클러                 |      |
| 1994 | 배트맨과 로빈의 모험                    | The Adventures of Batman & Robin       | 하비 불럭                |      |
| 2002 | 킹덤 하츠                               | Kingdom Hearts                         | 필                       |      |
| 2005 | 킹덤 하츠 2                             | Kingdom Hearts II                      |                          |      |
| 2006 | 소프라노스: 로드 투 리스펙트            | The Sopranos: Road to Respect          | 안젤로                   |      |
| 2010 | 킹덤 하츠 버스 바이 슬립                | Kingdom Hearts Birth by Sleep          | 필                       |      |
| 2010 | 커맨드 앤 컨커 4: 타이베리안 트와일라잇 | Command & Conquer 4: Tiberian Twilight | 기타 음성                |      |
| 2010 | 마피아 2                                | Mafia II                               | 조 바배로, 데릭 퍼팔라도 |      |
| 2013 | 배트맨: 아캄 오리진                     | Batman: Arkham Origins                 | 하비 불럭                |      |
| 2018 | 도둑 중의 도둑                          | Thief of Thieves                       | 조프레도 로톨로          |      |